# Поречье (Кемеровская область)
Поре́чье — посёлок в Ленинск-Кузнецком районе Кемеровской области. Входит в состав Подгорновского сельского поселения.

## География
Центральная часть населённого пункта расположена на высоте 214 метров над уровнем моря.

## Население
По данным Всероссийской переписи населения 2010 года, в посёлке Поречье проживает 75 человек (35 мужчин, 40 женщин).